# Багачеве (станція)
Багаче́ве — проміжна залізнична станція 3-го класу Шевченківської дирекції Одеської залізниці на перетині двох неелектрифікованих ліній Цвіткове — Христинівка та Багачеве — Дашуківка між станціями Іскрене (13 км) та Звенигородка (7 км). Розташована в місті Багачеве Звенигородського району Черкаської області. Від станції відгалужується лінія Багачеве — Дашуківка (завдожки 46 км), якою здійснюється лише вантажний рух.

## Історія
Станція відкрита 1931 року на вже діючій лінії Христинівка — Шпола (з 15 (27) червня 1891 року).

## Пасажирське сполучення
На станції Багачеве зупиняються приміські поїзди сполученням Черкаси — Христинівка / Умань та нічний швидкий поїзд № 65/66 сполученням Харків — Умань (через день).
До 11 грудня 2021 року через станцію курсував нічний швидкий поїзд «Тясмин» сполученням Черкаси — Львів, а до російського вторгнення в Україну (з 2022) нічний швидкий поїзд № 67/68 сполученням Маріуполь — Львів (призначався з 12 грудня 2021 року і курсував через день).